# Венсенский лес
Венсенский лес (фр. Bois de Vincennes) — парк площадью 995 га в XII округе на востоке Парижа. Это самый крупный зелёный массив в Париже.

## История
Когда Гуго Капет решил обосноваться на острове Сите, Венсенский лес стал местом его охоты. Позже он стал охотничьим поместьем всех королей Франции. При Филиппе Августе лес был обнесён оградой по периметру 12 километров. Многочисленные усадьбы были построены в окрестностях Венсенского леса (в том числе Венсенский замок). При Людовике XV лес был облагорожен для прогулок.
После Французской революции лес превратился в зону военных учений.
Между 1855 и 1866 годами указом Наполеона III лес был преобразован в настоящий парк. Работами руководили инженер Жан-Шарль Альфан (Jean-Charles Alphand) и архитектор Жан-Пьер Барийе-Дешан (Jean-Pierre Barillet-Deschamps). Территория была спланирована в стиле английского парка с насаждениями деревьев разных видов и развитой водной сетью озёр и каналов. Лес был усеян живописными элементами: мостами, искусственными фонтанами, киосками и ресторанами.
Большое количество соревнований летних Олимпийских игр 1900 года прошло именно в Венсенском лесу.
В 1931 году Венсенский лес был местом проведения Парижской колониальной выставки.

## Современное состояние

Bois de Vincennes

Сейчас парк насчитывает четыре озера: Гравель, Миним, Сен-Мандэ и Домениль, самое большое. Многочисленные искусственные каналы и фонтаны были зацементированы в XX веке.
Через Венсенский лес проходят автомобильные дороги; уже несколько десятков лет большее их количество закрыто для транспорта и доступно только пешеходам и велосипедистам.
В Венсенском лесу находятся ипподром, национальный институт спорта и физической культуры, тропический и ботанический сады, велодром, буддийская пагода и другие объекты.
Добраться до парка можно на метро (6 станций поблизости) и RER.

## Виды

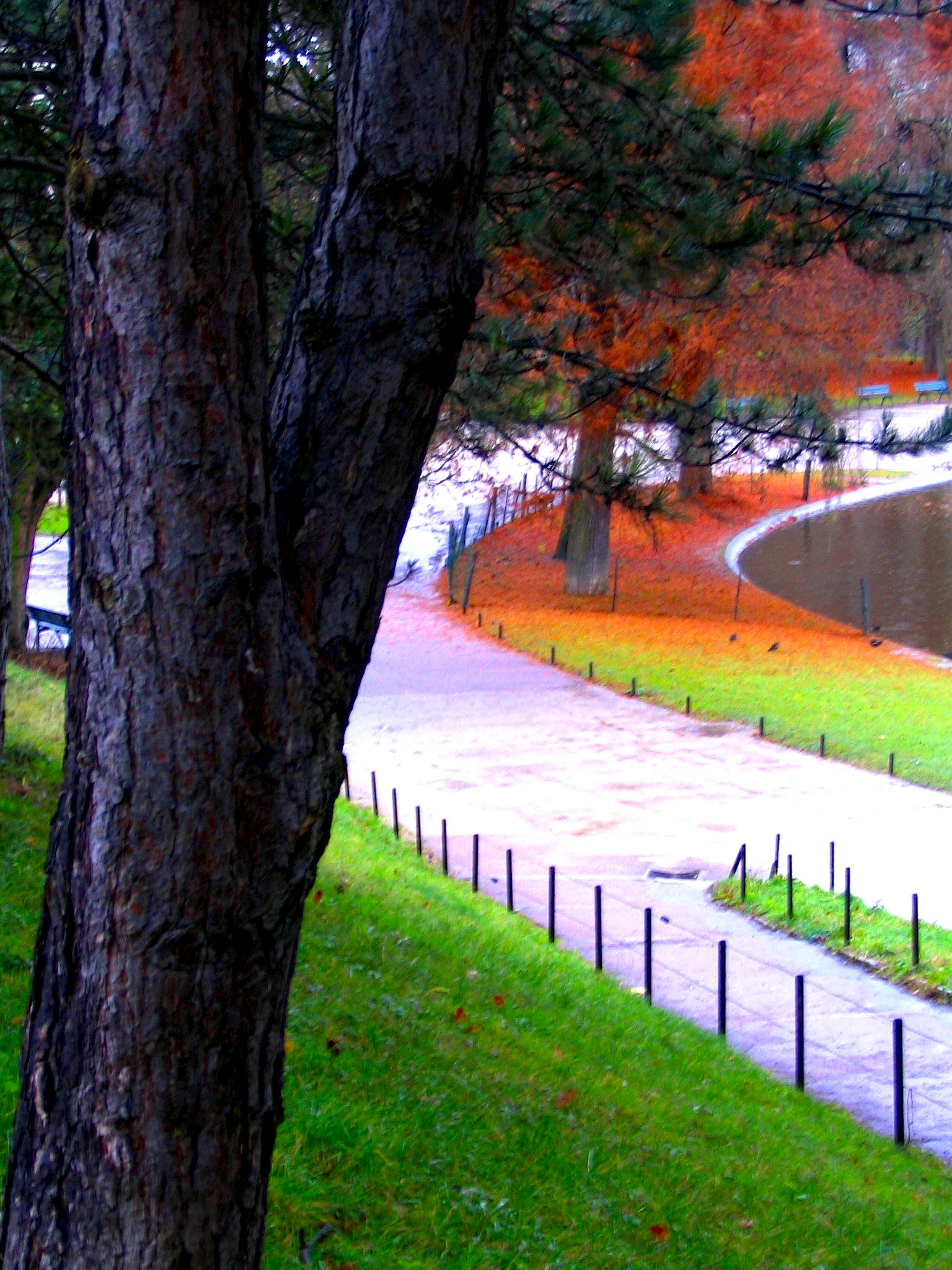
Около озера Сен-Мандэ
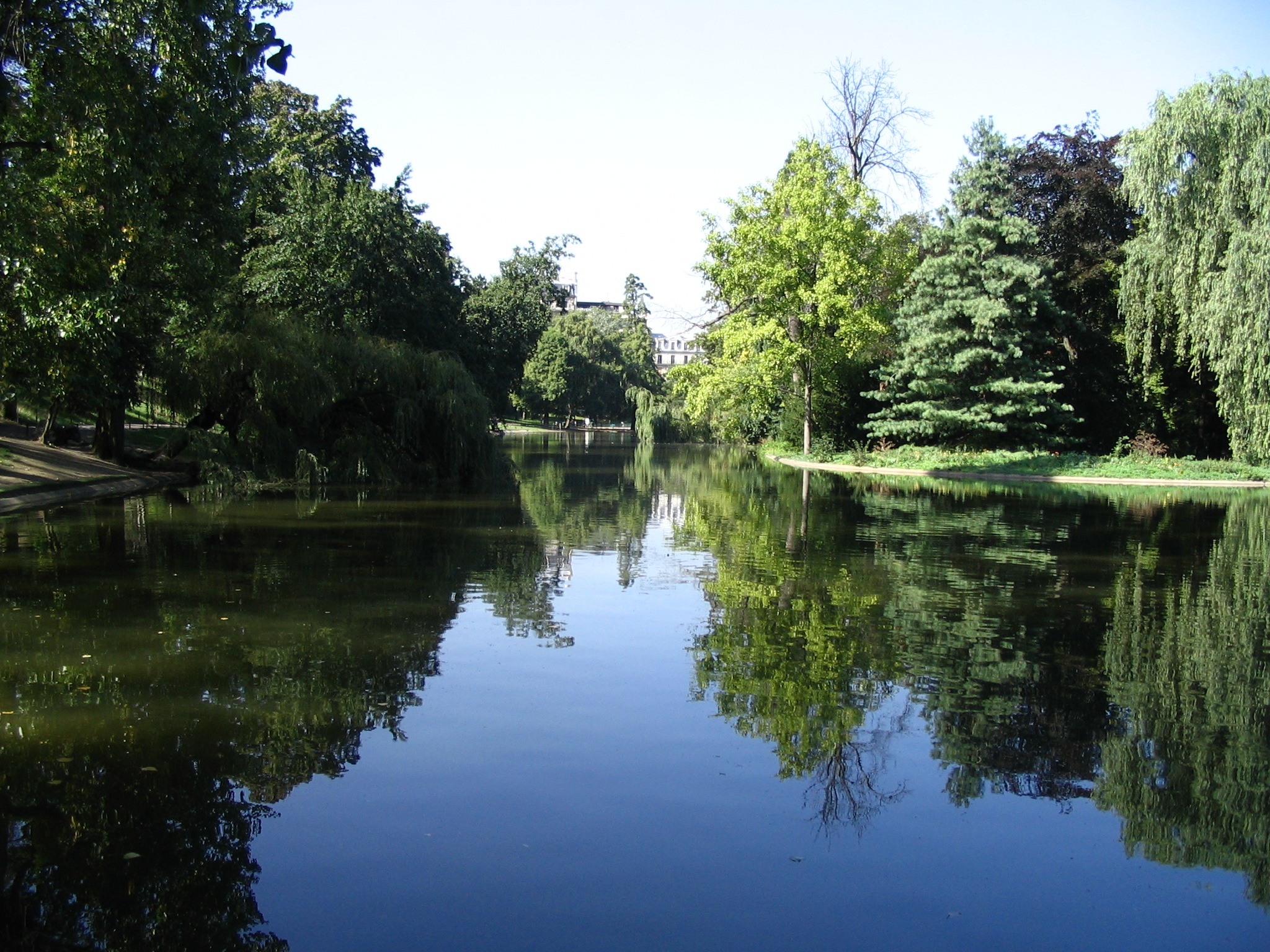
Озеро Сен-Манде
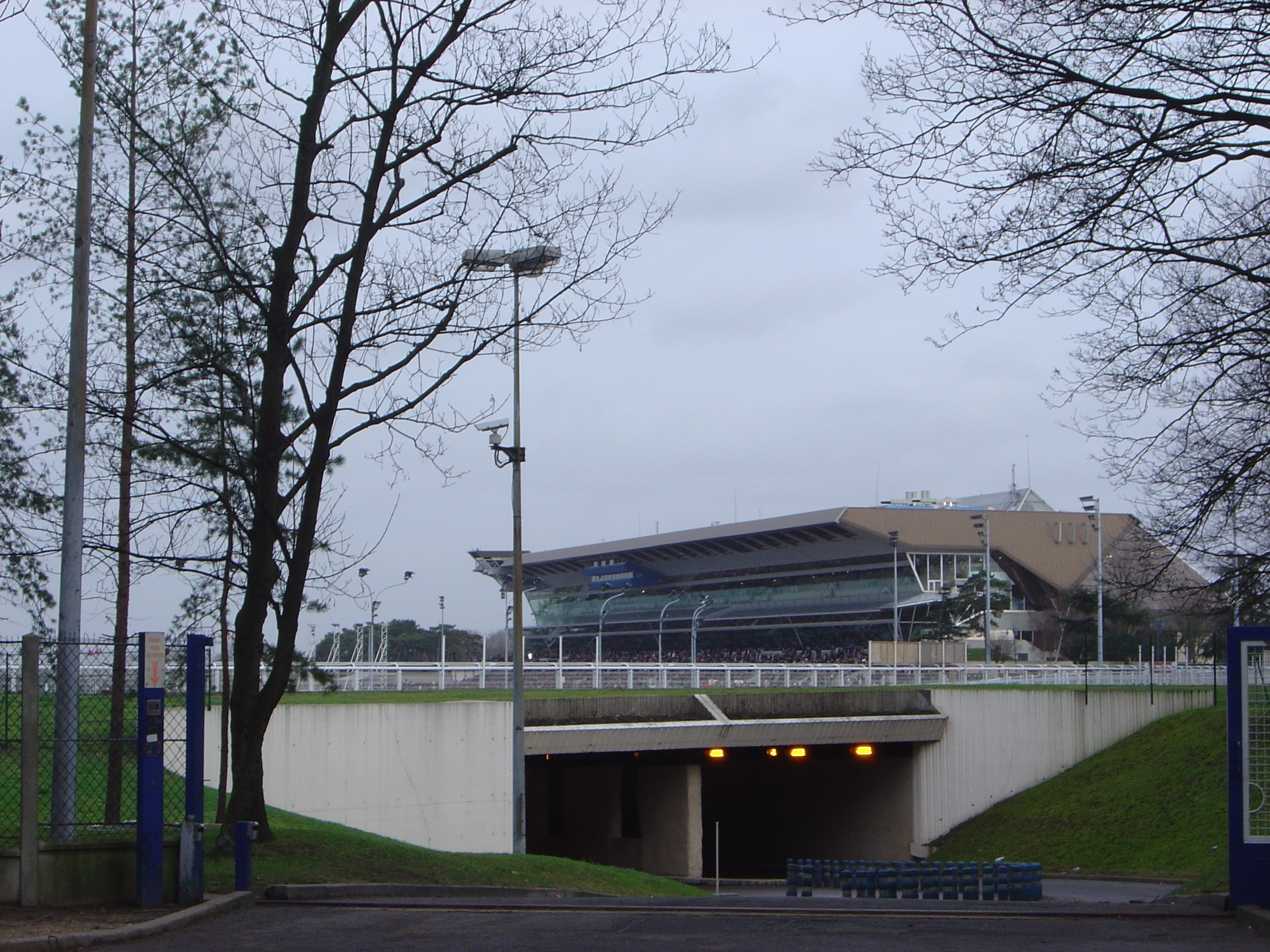
Ипподром
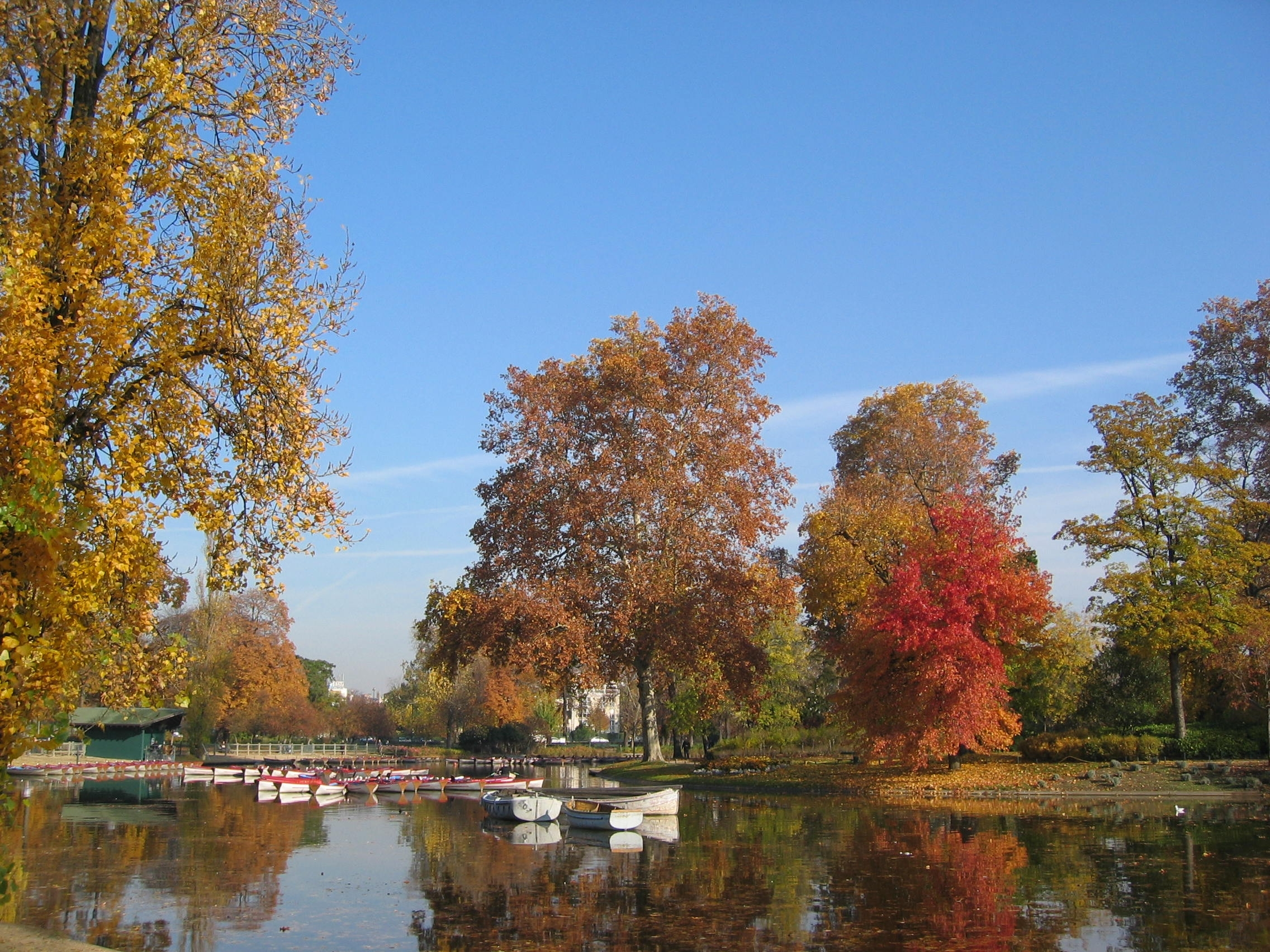
Озеро Домениль
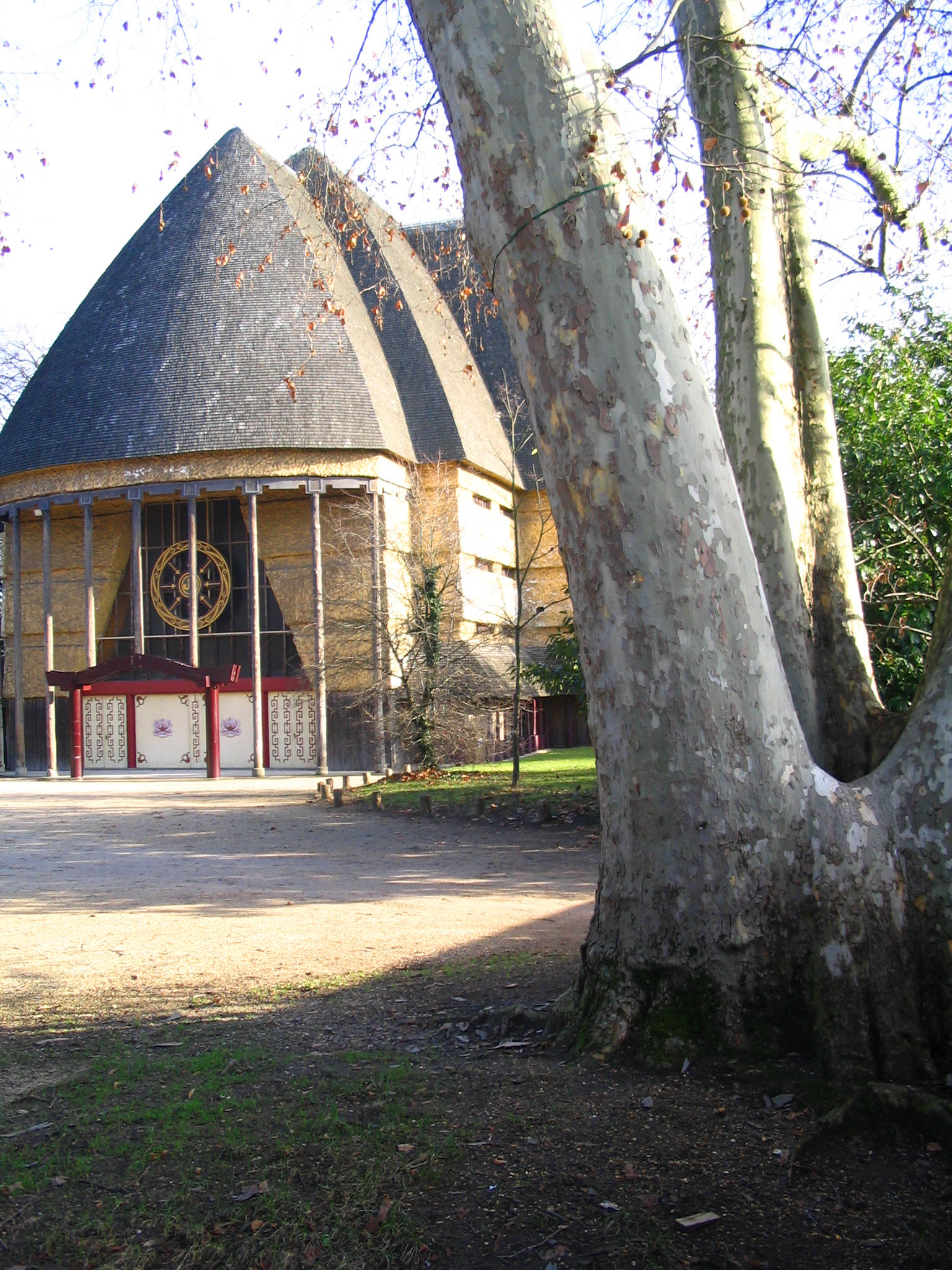
Венсенская пагода
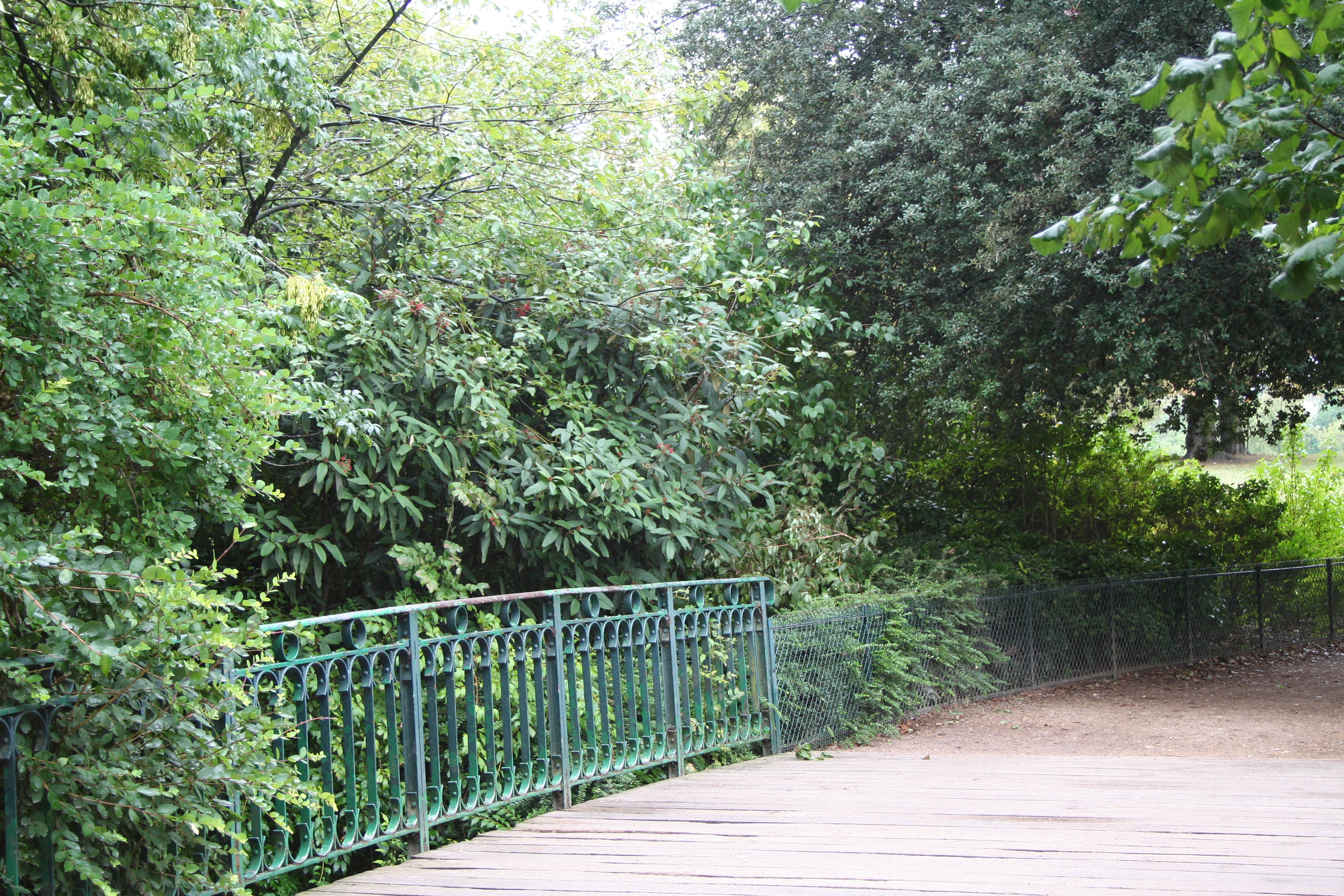
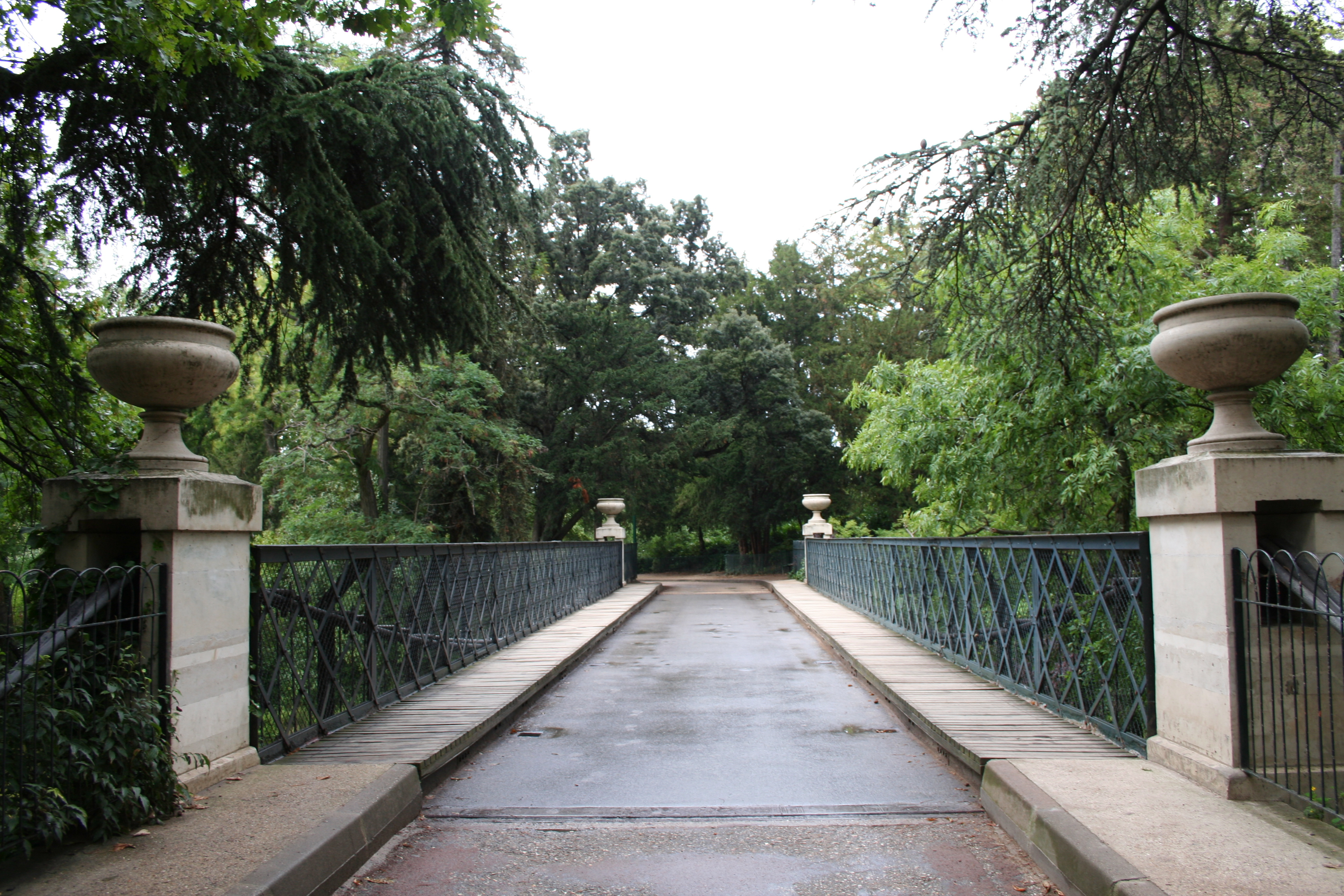
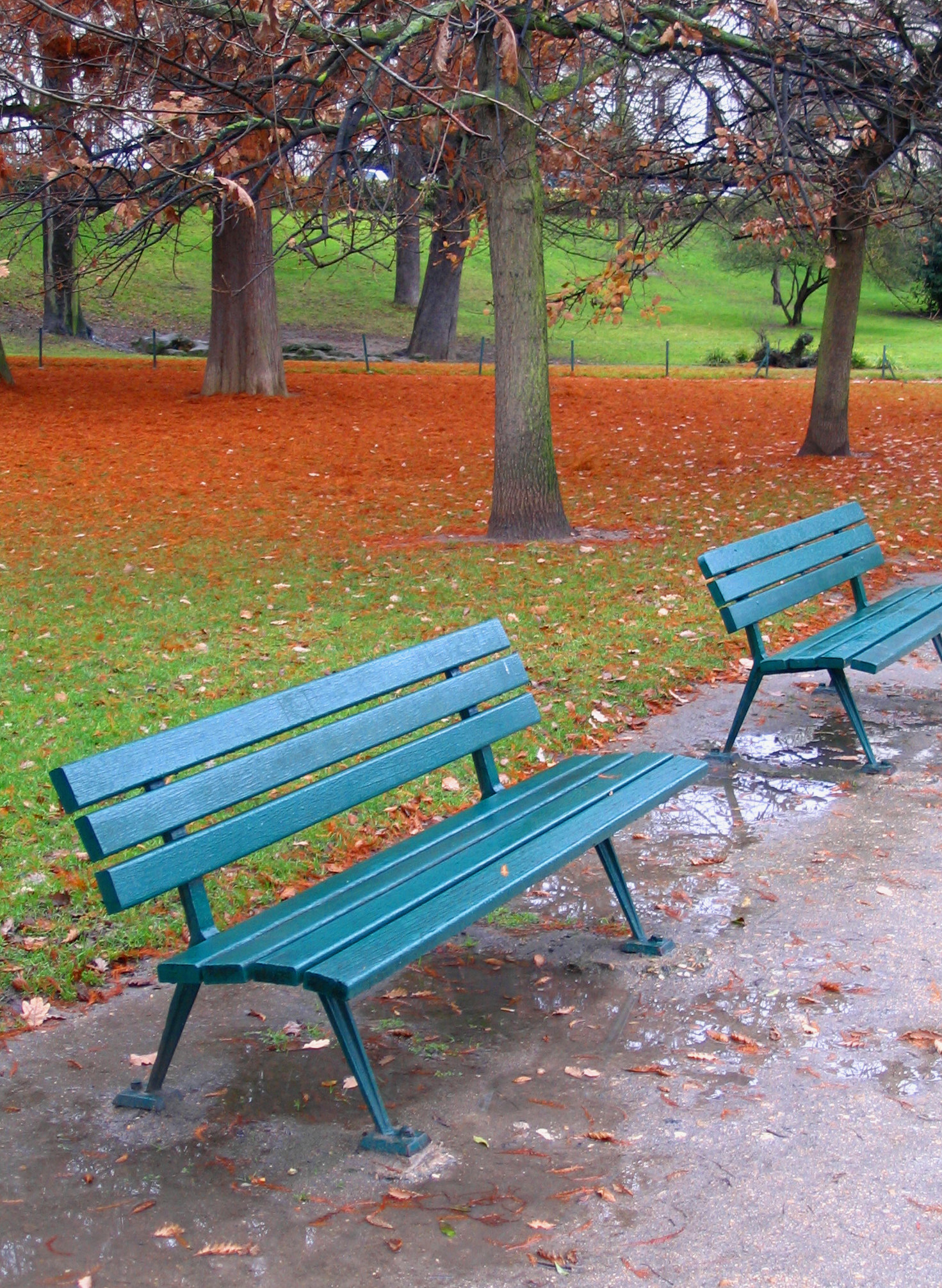